# 安城東映
安城東映（あんじょうとうえい）は、愛知県安城市にあった劇場・映画館。1911年に安城座（あんじょうざ）として開館し、1959年に安城東映に改称。1984年に閉館した。

## データ
- 所在地 : 愛知県安城市末広町8-7
- アクセス : 国鉄東海道本線安城駅から南に徒歩
- 座席数 : 852席（1950年代）、550席（1960年代）、360席（1970年代・80年代）

## 歴史

### 安城座

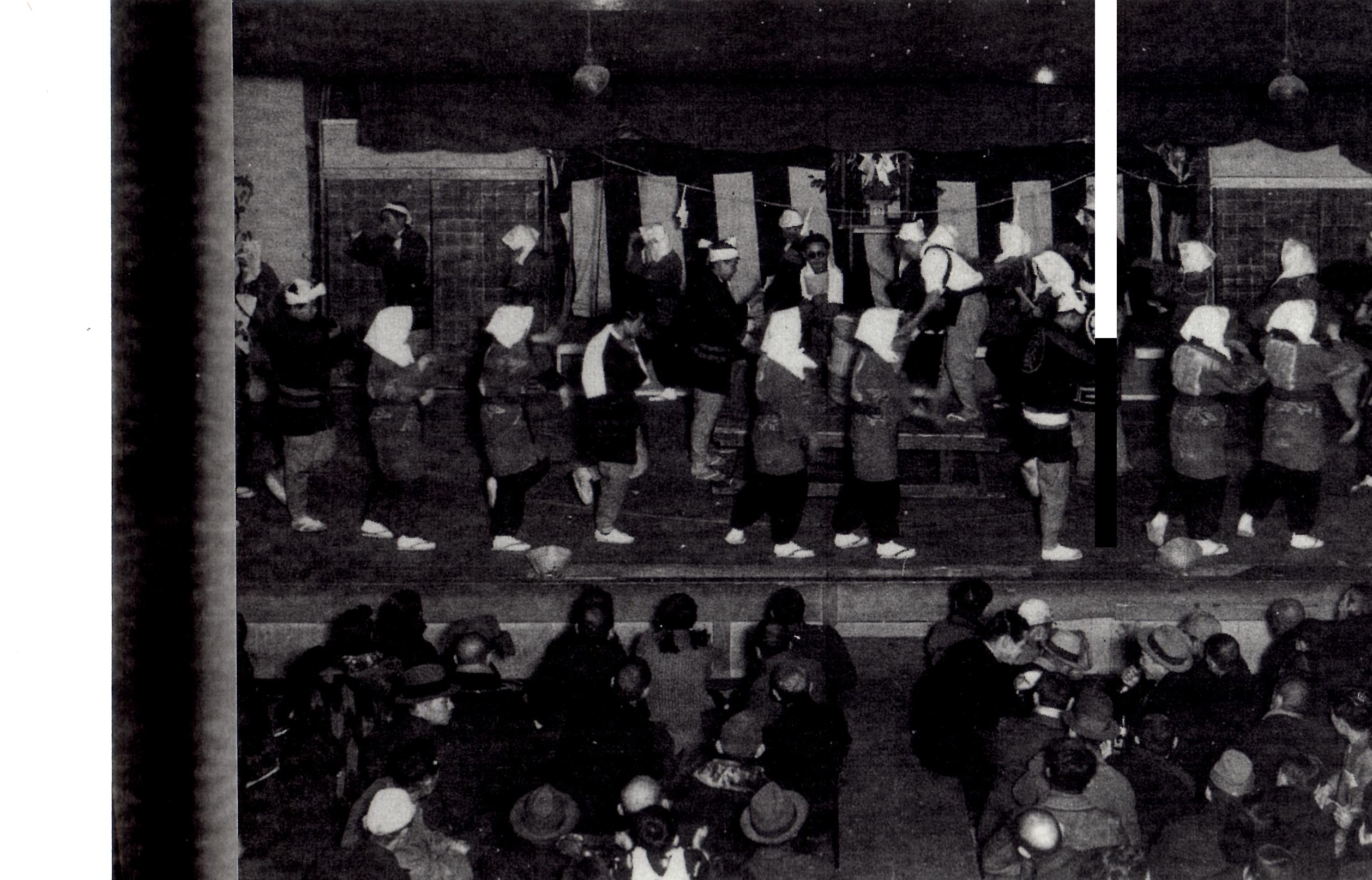
安城座での碧海おどり

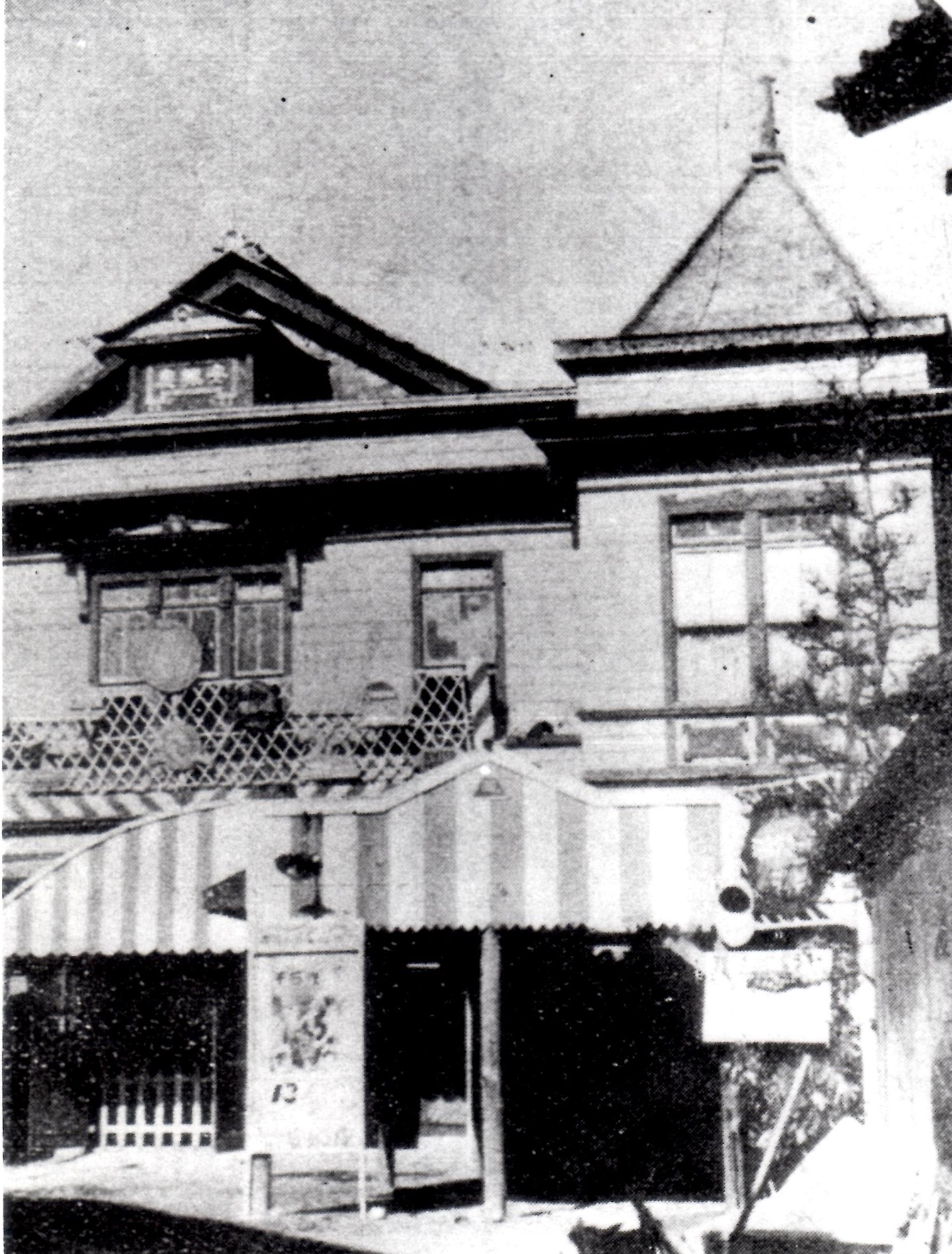
1950年頃の安城座

明治時代末期の1911年（明治44年）に芝居小屋『安城座』として設立・開業される。大正時代末期の1924年（大正13年）には碧海郡安城町（現・安城市）の中心部に帝国館、昭和改元後の1928年（昭和3年）には弥生館も開館し、安城町には3館の演芸場や映画館が集まった。終戦間もない1946年（昭和21年）7月5日には、安城文化協会主催による歌劇『椿姫』が安城座で上演されている。
1948年（昭和23年）に安城町警察が設置されると、約半年後の9月20日には安城座で「安城の自治体警察はどうあるべきか」というテーマの希望討論会が開催された。公安委員長の神谷芳根、安城町警察長の宮崎金義、弁護士の平野安兵衛を招き、約600人が参加する反響があった。1946年（昭和21年）に安城町でも開始された農地改革は1948年（昭和23年）に農地の買収・売渡しの大半が完了し、1948年12月には安城座で地主感謝開会が開催された。小作人側が必要経費を供出し、安城座の特別興行に地主側を招待したのである。1949年（昭和24年）には産業や経済の発展を願う催しとして、安城町役場によって第1回安城発展祭が開催されている。1951年（昭和26年）に開催された第3回安城発展祭の際には、安城座で太平洋戦争の遺家族・未復員未引揚者家族慰労会が行われている。
1950年（昭和25年）には映画と演劇の双方の興行を行っており、映画の観覧者は23,091人、芝居の観劇者は6,245人だった。安城座で開催された碧海農業祭（開催時期不明）ではみどり会が碧海おどりを踊っている。1953年（昭和28年）の安城市には安城座と弥生館の2館の映画館があった。木造2階建の安城座は852席を持ち、洋画・邦画を問わず上映した。

### 安城東映
1959年（昭和34年）には安城座から安城東映に改称され、東映系の映画館となった。映画最盛期である1960年（昭和35年）の安城市には安城東映、弥生館、南映会館の3館の映画館があったが、1962年（昭和37年）には安城日活劇場（後の安城東宝劇場）が開館し、4館となる。だが1968年（昭和43年）に南映会館が閉館し、安城市の映画館は再び3館体制となった。後に弥生館は日活・松竹系となっている。
1970年（昭和45年）の安城東映は東映・大映系だった。1981年（昭和56年）には安城東宝が、1982年（昭和57年）には弥生館が相次いで閉館。最後まで残った安城東映も1984年（昭和59年）に閉館となり、安城座から数えて73年間の歴史にピリオドを打った。これによって安城市から映画館がなくなったが、1995年（平成7年）12月23日に10スクリーンを持つシネマコンプレックスの安城シネマ（現・安城コロナシネマワールド）が開館した。安城東映劇場の跡地は長年駐車場として利用されていたが、土地区画整理事業による市有地有効活用事業で2016年（平成28年）にマンション「グランドメゾン安城」が竣工し、現在（2023年）に至る。

## かつて安城市にあった映画館
| 画像 | 館名             | 所在地                                                  | 開館年 | 閉館年 |
| ---- | ---------------- | ------------------------------------------------------- | ------ | ------ |
|      | 桜井映画劇場     | 安城市の桜井地区                                        | 1929年 | 1964年 |
|      | 南映会館         | 安城市日ノ出町3北緯34度57分12.5秒 東経137度05分26.3秒   | 1955年 | 1968年 |
|      | 安城東宝劇場     | 安城市御幸本町7-2北緯34度57分32.8秒 東経137度05分14.2秒 | 1962年 | 1981年 |
|      | 安城座/安城東映  | 安城市末広町8-7北緯34度57分22.6秒 東経137度05分02.4秒   | 1911年 | 1984年 |
|      | 弥生館           | 安城市末広町5-6北緯34度57分23.8秒 東経137度05分08.3秒   | 1928年 | 1982年 |
|      | 安城コロナシネマ | 安城市浜富町6−8北緯34度57分23.8秒 東経137度05分08.3秒   | 1995年 | 営業中 |